# ستايسي هيرستون
ستايسي هيرستون (بالإنجليزية: Stacey Hairston)‏ هو لاعب كرة قدم أمريكية أمريكي، ولد في 16 أغسطس 1967 في كولومبوس في الولايات المتحدة.

## وصلات خارجية
- ستايسي هيرستون على موقع مرجع كرة القدم المحترفة.كوم (الإنجليزية)